# سوگند تنشو-جینگو
سوگند تنشو-جینگو یا تنشو-جینگو کیشومون (به ژاپنی: 天正壬午起請文 てんしょうじんご きしょうもん); به یک کیشومون (سوگند) خاص در اواخر قرون وسطی ژاپن در دوره تنشو و جینگو (سال) (تقویم چینی ۱۵۸۲) اشاره دارد. کیشومون (起請文) سندی است که زمانی در ژاپن ایجاد می‌شد و در آن مردم به خدا و بودیسم سوگند یاد می‌کنند که وقتی قرارداد می‌بندند، قرارداد را زیر پا نمی‌گذارند. به آن به سادگی کیشو (起請) نیز گفته می‌شود.
در مارس ۱۵۸۲، خاندان کای تاکدا با حمله نیروهای متحد اودا و توکوگاوا به کای نابود شد. دو ماه بعد در ژوئن همان سال، اودا نوبوناگا در حادثه هوننوجی درگذشت و درگیری تنشو-جینگو بر سر املاک خاندان تاکدا آغاز شد.
در اوت همان سال، توکوگاوا ایه‌یاسو و خاندان گو هوجو/خاندان هوجوی اخیر از ولایت ساگامی در کای به مصاف هم رفتند.
بسیاری از ملازمان باقی مانده تاکدا که در کای بودند، تحولات را از نزدیک تماشا کردند، اما زمانی که ارتش توکوگاوا ارتش هوجو را در نبرد کوروکوما (میساکا-چو، شهر فوفوکی) در ۱۲ اوت شکست داد، تسلیم ایه‌یاسو شدند، و در آن زمان گفته می‌شد که هر گروه از چند تا ده‌ها نفر طوماری ارسال کرده و به ایه‌یاسو سوگند وفاداری دادند. اسامی ۲۸ نفر در منابع گوناگون ذکر شده در همه کتاب‌ها یکسان است، اما جزئیاتی مانند تعداد افراد ذکر شده بسته به کتاب‌ها متفاوت است و همچنین در نام‌های واقعی و نام‌های رسمی اشتباهاتی وجود دارد.
یکی از ماندگارترین ادای احترام به مهارت شینگن، ادای احترام خود توکوگاوا ایه‌یاسو بود، که مشهور است که پس از به دست گرفتن رهبری ولایت کای در طول به قدرت رسیدن تویوتومی هیده‌یوشی، از نوآوری‌های دولتی و نظامی رهبر قدیمی تاکدا وام گرفته است. دو لحظه قابل توجه از ادغام عناصر خاندان تاکدا در رژیم خاندان توکوگاوا وجود دارد. اولین مورد در جریان درگیری تنشو-جینگو بین ایه‌یاسو علیه خاندان هوجوی اخیر پس از مرگ اودا نوبوناگا بود. در آن زمان، ایه‌یاسو بسیاری از پیروان خاندان تاکدا را از خشم نوبوناگا که قتل‌عام را علیه آنها اعلام کرده بود، در امان نگه داشت و آنها را پنهان کرد. هنگامی که خاندان هوجو و اوئه‌سوگی به کای و شینانو حمله کردند، این دسته از ملازمان خاندان تاکدا بلافاصله وفاداری خود را با ایه‌یاسو اعلام کردند و حداقل ۸۰۰ نفر از ملازمان سابق خاندان تاکدا در طول جنگ به صفوف ارتش توکوگاوا پیوستند و با خاندان هوجو جنگیدند. پس از آن، پس از جنگ، ایه‌یاسو بلافاصله یک مراسم سوگند خون را با ملازمان سابق خاندان تاکدا ترتیب داد تا وفاداری خود را به خاندان توکوگاوا اعلام کنند. که منجر به به اعلام وفاداری:
- ۷۰ سامورایی سابق تاکدا از خاندان تسوچیا تحت فرماندهی ای نائوماسا (منبع دیگری ذکر کرده است که در مجموع ۱۲۰ جنگجوی سامورایی تاکدا وجود دارد.[۶]
- ۱۱ سامورایی سابق تاکدا از خاندان کومای به رهبری کومای ماسانائو سوگند خوردند و تحت فرمان ساکاکی‌بارا یاسوماسا درآمدند.
- ۶۰ سامورایی سابق تاکدا از خاندان آساری به رهبری آساری ماساتانه سوگند خوردند و تحت فرمان هوندا تاداکاتسو درآمدند.

بخش عظیمی از شاخه‌های خاندان تاکدا تحت کنترل مستقیم خود ایه‌یاسو درآمدند، از جمله خاندان‌هایی که توسط یودا نوبوشیگه هدایت می‌شدند، در میان کسانی که به عنوان هاتاموتو یا ملازم مستقیم ایه‌یاسو بودند، به آنها اجازه داده شد که مناصب خود را حفظ کنند و حتی قلمرو خود را افزایش دهند. درآمد آنها به ویژه به دلیل قلمروهای جدیدی که خاندان توکوگاوا فتح کرده بود افزایش یافت، این امر در خاندان سائه‌گوسا، جایی که پسر رهبر خاندان، سائه‌گوسا ماسایوشی، اموال خود را حفظ می‌کند، ظاهر می‌شود.<
در حالی که پدرش سائه‌گوسا تورایوشی به عنوان یکی از چهار قاضی در خاندان توکوگاوا منصوب شد.
مورخ ماسارو هیرایاما استدلال می‌کند که جذب ملازمان تاکدا در صفوف توکوگاوا، اتحاد ژاپن را در آینده تعیین کرد، زیرا توکوگاوا ایه‌یاسو را به سمت داشتن نقشی کلیدی در رژیم تویوتومی سوق داد.